# Datsun

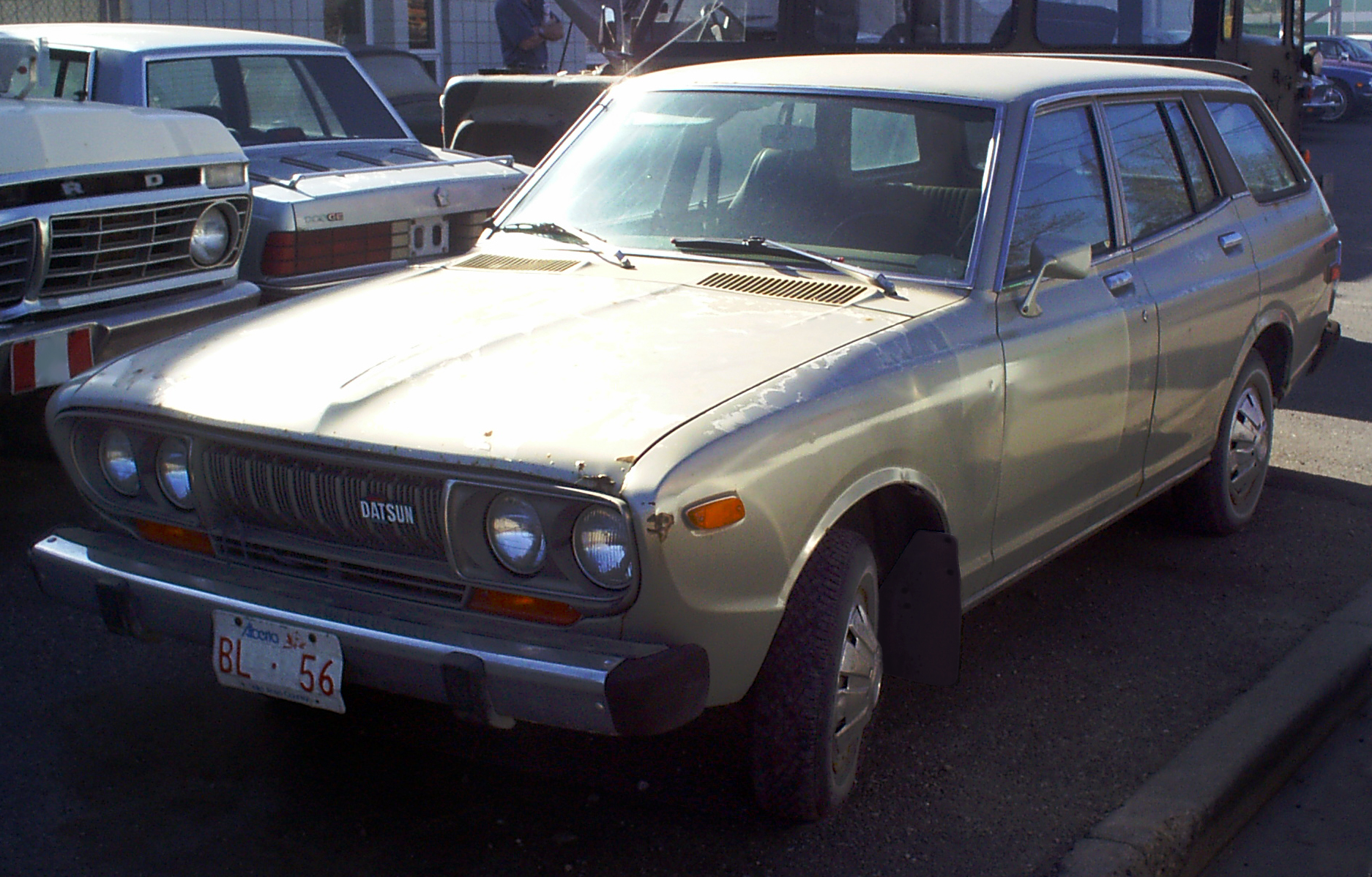
Datsun 710, destinat al mercat canadenc.

Datsun, és un fabricant d'automòbils d'origen japonès, que pertany al conglomerat franc-japonès Renault-Nissan. Va ser fundat l'any 1914 amb el nom de Kwaishinsha Motorcar Works, per iniciativa de l'enginyer Masujiro Hashimoto, a través d'un holding creat pels empresaris Donin, Aoyama i Takeuchi, de que les seves inicials es desprèn la denominació que va tenir el primer cotxe produït per la companyia (DAT).
El terme "Datsun" va sorgir a partir de la decisió de la DAT de crear un automòbil de baix cost, el qual va ser batejat com "Datson", agregant-li al nom original de l'empresa el terme anglès "son" (fill), per donar a l'automòbil una connotació de ser el "fill de DAT", en relació als vehicles que venia produint. Després de l'adquisició de la DAT per part de Nissan l'any 1933, el nom va ser canviat a "Datsun", utilitzant el terme anglès "sun" (sol), com una sort d'homenatge al llavors Imperi Japonès, conegut popularment com "L'Imperi del Sol Naixent". Un dels atributs principals de la seva insígnia, era un cercle vermell situat en la part posterior, que representava el principal atribut de la bandera japonesa.
Va pertànyer a la Nissan Motor Co., fins a la seva primera dissolució l'any 1986, encara que els drets d'ús del seu nom van continuar en poder de Nissan. Finalment i gràcies a aquesta última alternativa, la marca Datsun va ser rellançada per l'aliança Renault-Nissan (nova propietària dels seus drets de producció) l'any 2013, sent destinada als mercats d'Índia, Indonèsia i Rússia.

## Història
El primer antecedent de la marca Datsun, va tenir lloc l'any 1912, quan l'enginyer japonès Masujiro Hashimoto va decidir aplicar els seus coneixements adquirits als Estats Units amb la finalitat de produir un automòbil de manufactura 100 % japonesa. Per a això, va aconseguir respatller financer en associar-se amb els empresaris Kenjiro Donin, Rokuro Aoyama i Meitaro Takeuchi, els qui van aportar el capital amb el qual Hashimoto va engegar el seu pla.
D'aquesta manera, en 1914 els socis constitueixen la Kwaishinsha Motorcar Works, el primer automòbil de la qual produït va ser batejat com DAT. Aquest nom, no era una altra cosa que la conjunció de les inicials dels cognoms dels seus principals accionistes fundadors: Donin, Aoyama i Takeuchi. D'aquesta manera, va ser posat a la venda el primer automòbil que va ser conegut com a DAT Type 31 i la seva fisonomia s'assimilava massa amb els primers cotxes produïts als Estats Units, tal qual eren els coneixements adquirits per Hashimomto. En 1918, la fàbrica va canviar el seu nom pel de Kwaishinsha Motorcar Co., i en 1925 va ser novament modificat pel de DAT Motorcar Co.
Amb el córrer dels anys, la marca DAT es faria coneguda per la qualitat dels seus cotxes de gran port i equipament per a la seva època, alguna cosa que va fer replantejar als socis la possibilitat d'oferir un nou vehicle, però de característiques més reservades en relació al que es venia produint. Durant aquests anys, en 1926 es va produir un nou canvi en la raó social de la companyia, quan en produir-se l'ingrés de Jitsuyo Jidosha Seizo canvia la seva raó social a la de "Dat Automobile Manufacturing". Va ser així que en 1931, es decideix donar inici a la producció d'un nou vehicle de menor cost i de major accessibilitat a la butxaca del client. Al mateix temps, es va aprofitar aquesta alternativa per propiciar el llançament d'una nova marca la qual anava a estar emparentada amb els vehicles de baix cost. Amb tots aquests ingredients, va ser llançat finalment aquest model que fos batejat com Datson Tipus 10. Aquest model, era un petit esportiu biplaza el nom del qual era una conjunció entre la marca DAT i la paraula anglesa "son" (fill), fent una connotació que a causa del seu baix cost en relació als models DAT, aquest cotxe va venir a ser considerat com "el fill de DAT". La popularitat aconseguida pel Datson, va fer que gradualment la Dat Automobile Manufacturing s'inclini cada vegada més a la producció d'aquests vehicles, quedant finalment la marca Datson com a vaixell almirall de la companyia. Per 1933, la companyia torna a mudar el seu nom al niponizar el terme "Dat Automobile Manufacturing", passant a denominar-se Dat Jidosha-Seizo Co. Ltd.
No obstant això, malgrat haver-hi virado la seva producció cap a models de baix cost i consum, en 1934 la Dat Jidosha-Seizo Co. Ltd. va ser adquirida en el seu conjunt per Yoshisuke Aikawa, qui va constituir sobre la seva base la Nissan Motor Company, el nom principal del qual era l'acrònim del terme Nippon Ssangyo (Indústria del Japó). Una vegada amb la DAT en el seu poder, Aikawa va prendre la decisió de canviar la denominació de Datson en reformular-la com "Datsun". El motiu del recanvi de la "o" per la "u", va obeir al fet que el terme "son" és considerat com la traducció al japonès del terme anglès "loss" (pèrdua), per la qual cosa es va optar pel terme anglès "sun" (sol), fent al seu torn homenatge al símbol principal que donava identitat al Japó: L'Imperi del Sol Naixent.
- [1]

## Cronologia
- 1911: L'enginyer japonès Masujiro Hashimoto, estableix la Kwaishinsha Co. en el districte Azabu-Hiroo de Tòquio.
- 1914: Kwaishinsha llança un automòbil construït per als carrers del Japó i gana el premi de bronze en l'Exposició Yaisho a Tòquio. Neix així el DAT-Car (DAT-GO en japonès). El nom de la companyia es conforma amb les inicials dels cognoms dels tres principals inversors de la companyia (Donin, Aoyama i Takeuchi). Al seu torn, el terme "Dat" es pren com una traducció al japonès del terme "Rac ràpid". Les sigles "DAT" també recolzen els principis rectors de la companyia: Durabilitat, Atracció i Confiabilitat (en anglès, "Trustworthy").
- 1919: A Osaka, es va establir la Jitsuyo Jidosha Seizo Kaisha (Companyia Pràctica de Fabricació d'Automòbils), que va començar fabricant vehicles de tres rodes, dissenyats per l'enginyer nord-americà William Gorham, una figura clau en la creació de la futura Nissan Motor Company.
- 1926: La Kwaishinsha Co. de Hashimoto es fusiona amb la Jitsuyo Jidosha per formar la DAT Jidosha Seizo Company, que al seu torn crea el primer motor de quatre cilindres de fosa d'un sol cos.
- 1931: DAT Jidosha Seizo es va afiliar a Tobata Foundry Co. En la seva visió de "mobilitat per a tots", el seu propietari Yoshisuke Aikawa, dissenya un nou automòbil lleuger, econòmic i durador. Dissenyat localment i produït en sèrie, va ser batejat com "Datson", conjugant les sigles de la marca DAT amb el terme anglès "Són", creant la connotació de ser "el fill de DAT", en relació als models de la marca DAT. El nom es canvia més tard a "Datsun".
- 1933: S'estableix la Jidosha Seizo Co. Ltd. (Companyia Productora d'Automòbils Ltda.), que assumeix totes les operacions de la divisió d'automòbils de Tobata Foundry Company, per a la producció de la marca Datsun. El seu primer model produït va ser el Datsun 12.

## Models
- Datsun redi-GO
- Datsun GO
- Datsun GO+
- Datsun ON-DO
- Datsun EL MEU-DO
- Datsun 120i
- Datsun Cross